# Nowe Karcze
Nowe Karcze – osada w Polsce położona w województwie lubuskim, w powiecie świebodzińskim, w gminie Szczaniec.
W latach 1975–1998 miejscowość administracyjnie należała do województwa zielonogórskiego.